# Caroline Records
Caroline Records начал свою работу в качестве дочерней компании лейбла Virgin Records Richard Branson в начале-середине 1970-х. Лейбл работает с артистами в жанрах панк-рок, новая волна, джаз, прогрессивный рок, краут-рок, экспериментальная музыка, индастриал и электронная музыка.
Обе ветви в США и Великобритании Caroline Records являются дочерними предприятиями Caroline Distribution и, в свою очередь, принадлежащего Universal Music Group. Caroline имеет или имел ряд вспомогательных лейблов, включая Astralwerks, Gyroscope, Caroline Blue Plate, Rocks the World, Scamp, и Passenger.
20 февраля 2014 года на лейбл был подписан американский рэпер 50 Cent, и дата первого релиза альбома на лейбле назначена на 3 июня 2014 года.